# 費長房 (後漢)

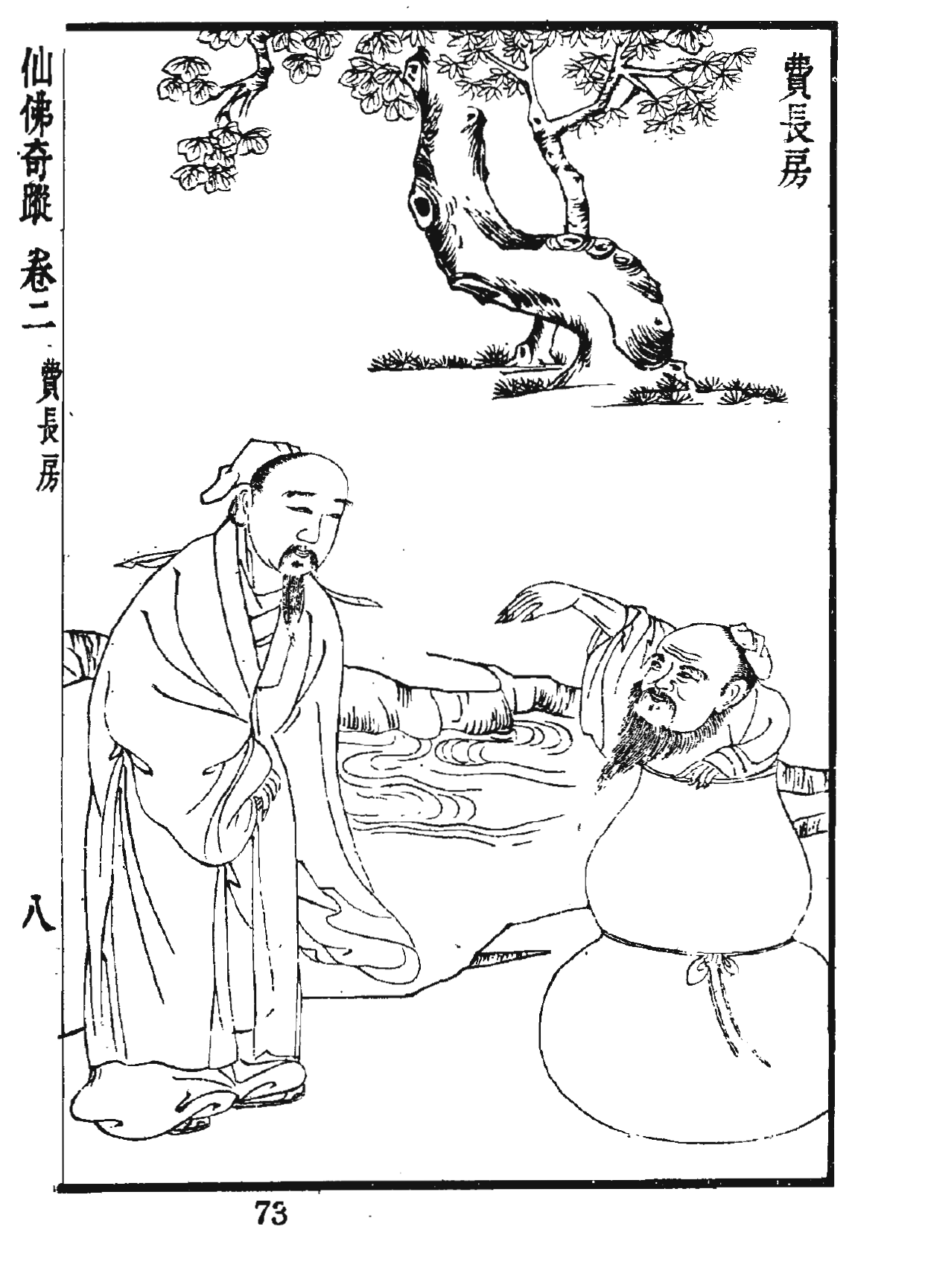
『仙仏奇踪』費長房と壺公

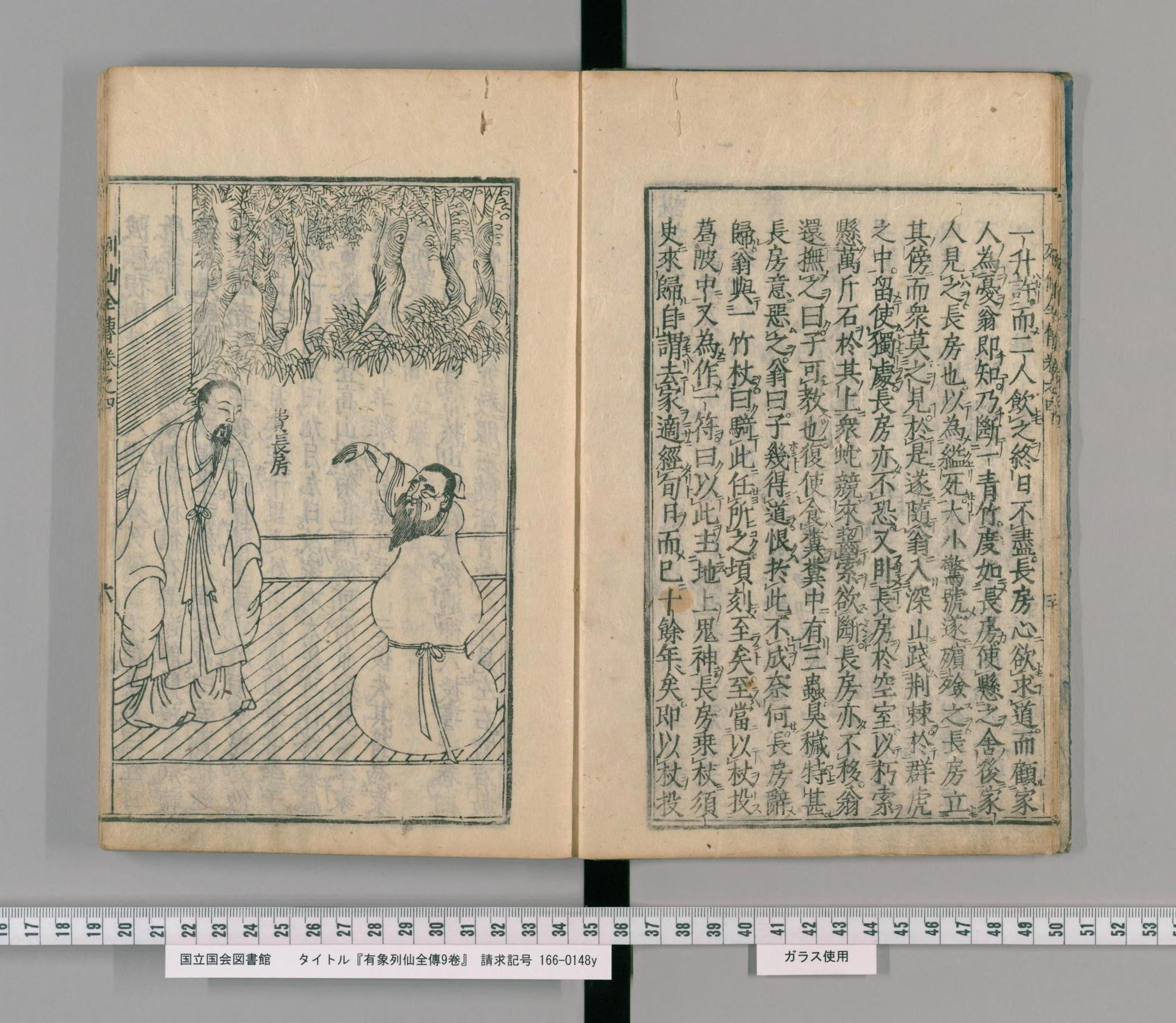
『有象列仙全伝』

費 長房（ひ ちょうぼう）は、中国後漢の方士。「壺中天」「縮地」で知られる。

## 生涯
汝南郡平輿県の出身であるが、生没年を含めて後漢時代の人という以外の大凡の生存年代も不明。
当初はとある市場の監視役人を務めていたが、市場の監視楼上から市中で売薬店を構える謫仙の壺公（ここう）が日没時に店先に吊した壺に跳び入る姿を目撃した事から壺公の許を訪れたところ、自分の秘密を目にし得た費に感心した壺公に連れられて壺中に入り、そこに建つ荘厳な御殿で美酒佳肴の饗応を受ける。その後、壺公から流謫も終わって人間界を去る事を聞かされると、自分も仙道を学びたいと思い、壺公の教唆に依って青竹を自身の身代わりに仕立て、縊死を装う事で家族の許を去り、壺公に就いて深山に入り修行する。修行は初め虎の群中に留め置かれ、次いで今にも千切れんとする縄に吊された大石の下に身を横たえるといった内容で、共に成果を修めるも最後に3匹の虫が蠢く臭穢な糞を食すよう求められて遂に上仙を断念し、壺公から地上の鬼神を支配出来る1巻の護符を授かって帰郷する。なお、山中での修行は僅か10日程であったが、地上での実歳月は10年以上を経るものであった。
帰郷後は治病に従事したり、壺公から授かった護符を使って東海地方（現在の山東省南東の海岸部）の水神である東海君や、人間に化けた鼈や狸を懲らしめる等、社公（地示）やあらゆる鬼神を使役懲罰し、また地脈の伸縮を自在に操る能力を有して瞬時に宛に赴いて鮓（、魚類の糟漬け）を買ったり、1日の中で数千里（1里はおよそ550米）を隔たる複数処を往来したりしたが、後に護符を失った為に鬼神に殺された。晋代の葛洪は竹を自身の屍体に見せかけた費を尸解仙の例に挙げている。